# Héctor Angulo
Héctor Angulo (Santa Clara, Cuba, 1932 - 2018) fue un compositor cubano que combinó en sus obras el resultado de profundos estudios sobre el folklore afro-cubano con las técnicas modernas de composición musical.

## Formación académica
Héctor Angulo comenzó sus estudios musicales en Santa Clara y los continuó en La Habana, donde recibió instrucción de los profesores Zenaida Romeu, Serafín Pró y Julián Orbón.
Angulo cursó cuatro años de Arquitectura en la Universidad de La Habana. En 1959, él asistió a un curso de verano en Tanglewood, Estados Unidos, y más tarde durante ese mismo año recibió una beca para estudiar en la Manhattan School of Music de New York, donde permaneció durante los próximos tres años. Angulo regresó a Cuba en 1964, donde prosiguió sus estudios de composición con Leo Brouwer.
Durante su estancia en los Estados Unidos, Héctor Angulo le informó al cantante norteamericano Pete Seeger sobre la famosa canción cubana Guajira Guantanamera, en la versión de su antiguo profesor Julián Orbón, que utilizaba el texto de los Versos Sencillos de José Martí; y de esa manera Angulo desempeñó un importante papel en la difusión internacional de la popular canción.
Sobre este tema nos informa el contrabajista y musicógrafo cubano Antonio Gómez Sotolongo: "En 1961, las décimas improvisadas sobre la tonada de Guajira guantanamera no estaban de moda; sin embargo, el joven músico cubano Héctor Angulo, quien estudiaba entonces en los Estados Unidos e impartía clases de música, le cantaba a sus estudiantes los versos de José Martí como se los había escuchado a su ex profesor Julián Orbón. Según el folklorista norteamericano Pete Seeger, él tuvo noticias de la pieza a través de los estudiantes que tomaban clases con Angulo y fue del propio Héctor de quien aprendió a cantarla."

## Actividad profesional
Héctor Angulo comenzó a componer a mediados de los años cuarenta, y sus primeras piezas fueron estrenadas en los cincuenta.
A su retorno a Cuba, después de cursar estudios en los Estados Unidos, Angulo se integró a la actividad de la vanguardia musical de los años sesenta, y sus obras "Trío", para flauta violín y piano de 1965, y "Sonata para once instrumentos" de 1967, representaron un aporte a la música moderna cubana de esa época, debido a la incorporación de técnicas seriales y aleatorias. En su obra se puede apreciar la búsqueda constante de una "cubanidad", y una gran influencia de la obra de Roldán y Caturla; sobre la cual él mismo comentó: «Soy un continuador de la estética de Alejandro García Caturla en cuanto a que su obra creativa está basada en la presencia de elementos cubanos en los aspectos rítmicos, tímbricos, melódicos y formales […]». 
Una muestra de su marcado interés por el folklore de Cuba, y especialmente el afro-cubano, se puede apreciar en su "Tríptico de Cantos Afrocubanos", basado en la transcripción de doscientas cincuenta melodías recogidas por el folklorista Rogelio Martínez Furé; así como también en otras composiciones, tales como sus "Cinco poemas africanos", y sus "Cantos yorubá de Cuba", para guitarra sola. En esa misma vertiente se destaca la ópera de cámara Ibeyi Añá, basada en el cuento «Se cierran y se abren los caminos de Cuba», recogido por Lydia Cabrera en sus Cuentos negros de Cuba.
Héctor Angulo trabajó también como asesor del Teatro Nacional de Guiñol.

## Obras

### Orquesta
- Variaciones, 1967, cuerdas
- Mirandolina, 1975, pequeña orquesta
- A los estudiantes del 71, 1976, guitarra y orquesta
- Tres cantos, 1981, textos: Miguel Barnet, Héctor Angulo y Gerardo Fulleda, voz grave y orquesta
- La llama, 1984, texto: Manuel Navarro Luna, voz media, orquesta de cuerdas, piano y percusión
- El himno unánime, 1992, textos: José Martí y Nicolás Guillén, cantata, para soprano, coro masculino y orquesta
- Somos la misma tierra, 1993, barítono y orquesta de cuerdas
- Ecos, 1996, orquesta de cuerdas.
- Música de cámara
- Cuarteto, 1964, para arcos
- Sobre un canto a Changó, para dos pianos, Sexteto, para metales, y Trío, flauta, violín y piano, 1965
- Preludio y rumba, 1966, para clarinete y piano
- Sonata, 1967, para dos flautas, oboe, trompeta, piano, tímpani, dos violines, viola, chelo y contrabajo
- Poema, 1970, para flauta, fagot, violín, chelo y piano
- Climas, 1972, para violín, chelo y piano
- Del Gran zoo, 1974, texto: Nicolás Guillén, para flauta y guitarra, con recitante opcional
- Cuarteto núm. 2, 1976, para guitarra, violín, viola y chelo
- Punto y tonada, 1978, para flauta y piano
- Toque (homenaje a Amadeo Roldán), 1980, para piano y diez percusionistas
- Bucólica, 1984, para saxofón soprano y banda magnetofónica
- Música para un títere, para violín, chelo y piano
- Fantasía sobre un cuento ruso, para flautín, violín, chelo y piano
- Evocación de Villa-Lobos, para chelo y arpa, 1986
- Preludio para una flor, 1988, para guitarra y piano
- Ramo, para guitarra y piano
- Tema final para Ernesto (TV), 1989
- Versión de contradanzas de Saumell, para violín y piano
- Sonera, para violín y piano, 1993
- Canto a la amistad, 1993-1994, para piano y quinteto de viento
- Canciones infantiles, 1994, para chelo y piano
- Transcripciones de cuatro sones de París de Carlo Borbolla, 1995, violín y piano.

### Coro
- Despedida, texto: Federico García Lorca, para coro mixto a capela
- Cortaron tres árboles, texto: Federico García Lorca, para coro mixto a capela, 1963
- Tres canciones sin texto, 1964, para coro infantil y piano
- Sin un beso no puede ser, texto: Nicolás Guillén, para coro mixto a capela,
- Esta es tu tierra, texto: Pablo Armando Fernández, para coro mixto a capela, 1980
- Mistrales, 1981, texto: Gabriela Mistral, para coro femenino y arpa
- En los álamos del monte, 1986, texto: José Martí, para coro mixto a capela
- La lágrima de amor, 1987, texto: José Jacinto Milanés, para coro mixto a capela
- Poemas de Milanés, 1989, texto: José Jacinto Milanés, para coro femenino y piano
- Vino usted de tan lejos, 1992, texto: Nicolás Guillén, para coro mixto a capela
- Palma sola, 1992, texto: Nicolás Guillén, para coro mixto a capela.

### Piano
- Piezas sencillas, 1954
- Sonatina, 1957
- Contradanza, 1959
- Estudio para una épica, 1977
- Evocaciones, 1978
- Estudios, I y II, 1983
- Zapateo cubano, 1984
- Estudios, III y IV, 1988.

### Guitarra
- Punteado, 1956
- Son y décima, 1964
- Cantos Yorubá de Cuba
- Elogio a Calvert Casey, 1970
- Cantos para ir juntos, 1972
- Sonera (homenaje al bongó), 1976, parados guitarras
- Puntos cubanos, 1984
- Para Roberto y Clara, 1990, para dos guitarras
- Titiritera, 1996.

### Voz con acompañamiento
- Un son para niños antillanos, texto: Nicolás Guillén, para voz aguda y piano, y Palma sola, texto: Nicolás Guillén 1962
- A Cucalambé, 1963, texto: Juan Cristóbal Nápoles Fajardo
- Ibeyi Añá, 1968, texto: Camejo-Rogelio Martínez Furé, para tenor y conjunto de cámara con folklore (coro); Poemas africanos, texto: Anónimo africano, para voz aguda y piano, y Cantos afrocubanos, sobre cantos folklóricos en lengua yorubá, para voz media y piano, 1969
- La batalla del mundo, texto: José Martí, para voz grave, flauta, violín, chelo y piano, Y te busqué, texto: José Martí, para voz aguda y piano, y Sé de un pintor, texto: José Martí, para voz aguda y piano, 1973
- Homenaje a Salvador Allende, 1976, texto: Pablo Neruda, para recitante y piano que toca percusión
- Poema con niños, texto: Nicolás Guillén, recitante, para flauta, oboe, clarinete, fagot, corno y piano, y Las tierras heridas, texto: Agostinho Neto, para recitante y piano,1977
- La estrella y la paloma, 1978, texto: José Martí, para recitante, flauta, guitarra, chelo y percusión
- Sinfín, 1980, texto: Mirta Aguirre, para voz aguda y piano
- Tres cantos, textos: Miguel Barnet, Héctor Angulo y Gerardo Fulleda, para voz grave y piano, Así se hace la historia, texto: Pablo Armando Fernández, para barítono, flauta, trompeta, chelo, piano y arpa, y Jesús, ópera en un acto, voces solistas y coro con piano (provisionalmente), 1981
- Mistrales, para voz aguda y piano, y La llama, texto: Manuel Navarro Luna, voz media y piano, 1984
- Que todos estén, 1985, texto: David Chericián, para voz media y piano
- Los álamos del monte, 1986, texto: José Martí, para voz media y piano
- La lágrima de amor, 1987, texto: José Jacinto Milanés, voz media y piano
- Veintidós pregones para el filme Papobo, 1987-1988, texto: Hugo Alea, para voces a capela
- Pregón, 1989, texto: Excilia Saldaña, para voz y piano
- Como la tierra del llano a la montaña, 1995, texto: José Martí, para barítono, quinteto de viento y de cuerdas
- Floripondito o Los títeres son personas, 1996, ópera de cámara, texto: Nicolás Guillén, para voz y piano
- Tirry 81, texto: Carilda Oliver Labra, para voz aguda y piano, y Sonetos, texto: Rafaela Chacón Nardi, para voz aguda y piano, 1997
- Aquellos, 1998, texto: Bertolt Brecht, para voz aguda y piano
- La Aurora, 1999, texto: Federico García Lorca, para flauta, violín y piano, con recitante.

### Teatro
- Larga noche de Medea, 1959
- Variaciones para muertos en percusión, 1966
- Las Máscaras, La soga en el cuello, El Sótano, y Pedro y el lobo, Teatro Infantil, 1967
- Otra vez Jehová con el cuento de Sodoma, La Rueda, e Ibeyi Añá, Guiñol Nacional, 1968
- Mutatis mutandi, 1969, El Sótano
- Vladimiro Maiakovski  y Una niña busca una canción, 1970
- Programa Yeats, 1971
- Guiso de conejo, Parque Lenin, y El ratón poeta, Guiñol Nacional, 1972
- Viajemos al mundo de los cuentos, 1973
- Los animalitos del bosque y Tingo talango, 1974
- Mirandolina, Rita Montaner, y Coplas americanas, Grupo Teatro Popular Latinoamericano, 1975
- Los profanadores, Rita Montaner, y La lechuza ambiciosa, Guiñol Nacional, 1976
- Caperucita roja, Guiñol Nacional, y Orfeo en carnaval, 1980
- Bebé y el señor don Pomposo y El tigre Pedrín, 1981
- Cucarachita martina, 1982
- Pinocho y Mascarada, 1984
- El caballito jorobadito, 1986
- En tiempos de ña seré, 1987
- Para subir al cielo se necesita, 1988
- El sol es nuestro y Variedades de Guiñol, 1989
- Un sitio bajo el sol, 1990
- El que sigue la consigue, 1991
- Floripondito o Los títeres son personas, 1996
- La lechuza canta de noche, 1996, Guiñol Nacional.[5]